# 우주성
우주성(禹周成, 1993년 6월 8일~)은 대한민국의 축구 선수이며 포지션은 수비수이다. 현 K리그1 대구 FC에서 활동하고 있다.

## 구단 경력
2014년 자유 계약으로 경남 FC에 입단하였다. 2014 K리그 클래식 개막전 성남 FC와의 경기에서 데뷔전을 치렀다.

## 개인사
우주성은 2017년 9월 2일에 FC 안양과의 경기에서 K리그 통산 100경기 출전을 달성하자, 100경기 출전 기념행사에서 팬들에게 뜻 깊은 선물을 받은 감사의 의미로 대전 원정버스를 지원하였다.

## 수상

### 구단
경남 FC
- K리그 챌린지 : 우승 (2017)

### 개인
- K리그 챌린지 베스트 11 : (2017)